# Fantasmagorie

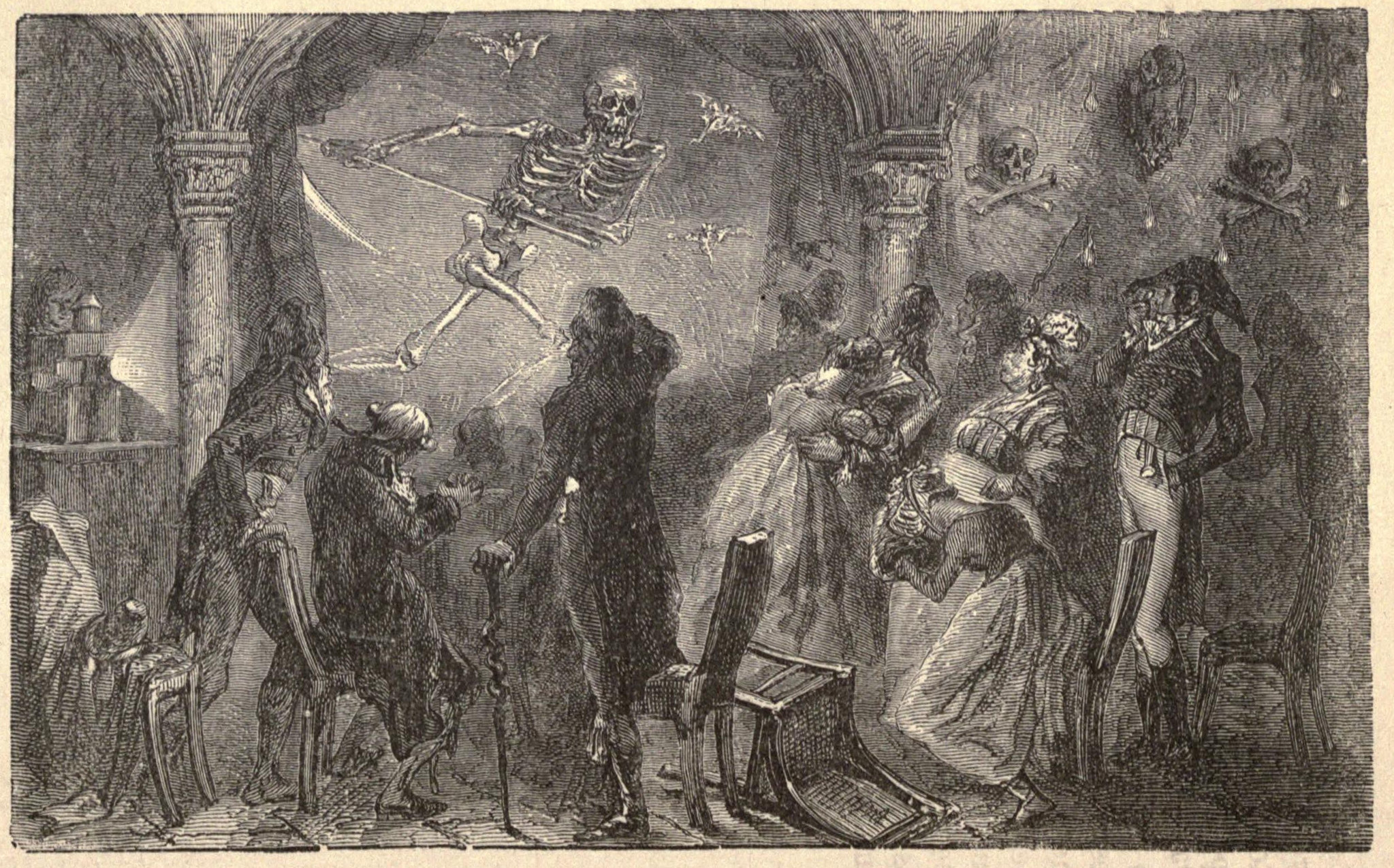
Interpretarea Fantasmagoriei lui Robertson din L'Optique de F. Marion (1867)

Fantasmagorie este un cuvânt compus, derivat din greaca veche, care desemnează o formă de teatru, cunoscut ca horror sau de groază, ulterior perimat și practic dispărut după apariția filmului de groază. În fantasmagorii, elementele de bază erau (printre alte tehnici) utilizarea frecventă a varii forme de lanterne magice, care proiectau - prin retro-proiecție, pentru a ascunde sursa - pe pereți, decoruri sau ecrane transparente sau translucide, imagini de groază, precum schelete, demoni și fantome. De asemenea, erau utilizate multiple proiectoare mobile, care permiteau mișcarea, mărirea, micșorarea sau schimbarea rapidă a imaginilor, precum și varii tipuri de sunete, așa cum sunt prezentări verbale sugestive și efecte sonore.
Pentru a crea puternice efecte emoționale în rândul publicului, erau folosite tot felul de metode, la fel de bizare ca și spectacolele în sine. Astfel, abstinența de a mânca sau de a bea apă, obosirea intenționată a audienței și chiar folosirea de droguri au fost menționate ca fiind parte a „arsenalului” realizatorilor spectacolelor. Astfel „îmbunătățite”, fantasmagoriile au devenit foarte populare în Germania, inițial ca spectacole de en  Séance, la sfârșitul anilor 1790, răspândindu-se apoi în întreaga Europă (incluzând în Marea Britanie) de-a lungul secolului al 19-lea.
Cuvântul fantasmagorie, substantiv, respectiv derivatele sale ca adjectiv sau ca adverb, au fost adesea utilizate pentru a indica ceva bizar, total ieșit din comun, dar și pentru a indica o succesiune rapidă de imagini stranii, neobișnuite, bizare. În același sens, Dicționarul explicativ al limbii române (ediția 2016) indică pentru termenul fantasmagorie  ca  fiind o imagine fantastică, ireală, vedenie produsă de o minte tulburată.

## Etimologie
În limbile moderne, cuvântul fantasmagorie (variind în ortografie ca phantasmagorie sau phantasmagory, etc.) este un cuvânt compus, derivat din limba greacă veche, din φάντασμα (sau phántasma, fantomă) + posibil, fie din αγορά (agorá, ansamblu sau uniune) + sufixul -ia, ori din ἀγορεύω (agoreúō, a vorbi în public).
Paul Philidor, magician și pionier al spectacolelor de tip fantasmagorie, a anunțat, în spectacolele sale de magie, apariții de fantome și evocarea „umbrelor” persoanelor celebre ale vremii ca Phantasmagorie - fantasmagorii - în periodicul parizian Affiches, annonces et avis divers data de 16 decembrie 1792. Anterior, cu circa două săptămâni, termenul fusese folosit ca titlu al unei scrisori trimise de un oarecare „A.L.M." și publicată în Magazin Encyclopédique. Scrisoarea promova,  de asemenea, spectacolul lui Phylidor. Anterior, la Viena, în 1790, Phylidor făcuse reclamă viitorului său spectacol, numindu-l atunci Phantasmorasi.en  
Ulterior, variațiunea ortografică în engleză, Phantasmagoria, a fost folosită de către magicianul M. De Philipsthal în spectacolul de iluzii optice și piese mecanice de artă, prezentat la Londra în 1801. Foarte probabil, ambii magicieni, De Philipsthal și Philidor, fuseseră una și aceiași persoană.